# Liste der Monuments historiques in Noyers-Auzécourt
Die Liste der Monuments historiques in Noyers-Auzécourt führt die Monuments historiques in der französischen Gemeinde Noyers-Auzécourt auf.

## Liste der Immobilien
| Bezeichnung               | Beschreibung | Standort                                   | Kennzeichnung | Schutzstatus | Datum | Bild           |
| ------------------------- | ------------ | ------------------------------------------ | ------------- | ------------ | ----- | -------------- |
| Kapelle Notre-Dame-du-Val | 1874 erbaut  | Maison du Val, rue de la Fromagerie (Lage) | PA55000020    | Inscrit      | 1999  | weitere Bilder |

## Liste der Objekte
| Bezeichnung | Beschreibung          | Standort                                  | Kennzeichnung | Schutzstatus | Datum | Bild |
| ----------- | --------------------- | ----------------------------------------- | ------------- | ------------ | ----- | ---- |
| Chorgestühl | Holz, 17. Jahrhundert | Auzécourt, in der Kirche St-Martin (Lage) | PM55000453    | Classé       | 1905  |      |